# Fuxan os Ventos
Fuxan os Ventos, és un grup musical gallec format el 1972 a Lugo. El grup va participar amb el nom de Folk 72 al III Festival musical das San Lucas de Mondoñedo, on van guanyar el primer premi amb el tema "Fuxan os ventos" i des d'aleshores van adoptar aquest nom pel grup. Als seus primers temps van adaptar en gallec temes del folklore universal, però des del 1975 es van concentrar en el folklore gallec, la cançó de protesta i composicions pròpies. Amb diferents escissions i canvis de membres, el grup va estar actiu fins al 1989, tot i que després ha fet alguna actuació esporàdica.

## Membres
- Antón Castro, viola de roda, mandolina, veu.
- Xosé Vázquez, percussió tradicional i veu.
- Pedro Lucas, gaita, flautes i veu.
- Xoan L. Fuertes Saavedra, buzuki, guitarra, violí i veu.
- Carmen Vázquez, veu
- Tereixa Novo, veu
- Maruxa Fociños, veu
- Alfonso Fernández, veu
- Moncho Díaz, veu, guitarra, flautes

## Discografia
- 1976: Fuxan os ventos
- 1977: O tequeletequele
- 1978: Galicia canta ó neno
- 1978: Sementeira
- 1981: Quen a soubera cantar
- 1984: Noutrora
- 1999: Sempre e máis despois
- 2002: Na memoria dos tempos